# Cơ số quân y
Cơ số quân y là số lượng vật tư quân y được đóng gói sẵn trong bao bì thích hợp nhằm cung cấp đồng bộ, đủ vật tư để thực hiện một nhiệm vụ kĩ thuật quân y với khối lượng phục vụ quy định (cơ số thuốc) hoặc để trang bị lần đầu cho một tổ chức quân y (cơ số dụng cụ, cơ số đồng bộ). Xây dựng cơ số quân y căn cứ vào tổ chức, nhiệm vụ, phạm vi cứu chữa của mỗi tuyến quân y; các quy định về khả năng kỹ thuật (về điều trị, phòng bệnh, cận lâm sàng, pha chế...); số lượng, cơ cấu vết thương của thương binh, cơ cấu bệnh của bệnh binh; định mức tiêu hao vật tư trung bình (để triển khai một kỹ thuật, để sử dụng cho một đợt điều trị một ca bệnh hoặc một ngày điều trị theo từng phác đồ nhất định...); khả năng của nền kinh tế Nhà nước và của ngành quân y; mục đích cần đạt được của cơ số.

## Phân loại

### Theo loại vật tư đóng trong cơ số
Theo loại vật tư đóng trong cơ số, có: cơ số thuốc, cơ số dụng cụ, cơ số đồng bộ.
Cơ số thuốc có nội dung là thuốc, hóa chất, bông băng, phương tiện băng bó, vật tư tiêu dùng mau hỏng... thường được cấp phát cho quân y các đơn vị đi làm nhiệm vụ và cấp phát bổ sung trong quá trình phục vụ. Có cơ số thuốc chiến thương, cơ số thuốc thường xuyên (cơ số thuốc bệnh), cơ số thuốc phòng dịch. Cơ số thuốc chiến thương bảo đảm phục vụ cho thương binh trong chiến đấu. Cơ số thuốc thường xuyên (cơ số thuốc bệnh) phục vụ chăm sóc sức khỏe thường xuyên của bộ đội. Cơ số thuốc phòng, chống dịch đáp ứng các yêu cầu phòng, chống các dịch bệnh thường xảy ra ở đơn vị. 
Cơ số dụng cụ có nội dung là các loại vật tư bao gồm cả vật tư mau hỏng và vật tư lâu bền, được sử dụng để cấp phát lần đầu cho một tổ chức quân y (như cơ số phẫu thuật, cơ số thay băng, cơ số bào chế, cơ số trang bị của tiểu đoàn quân y sư đoàn...) hoặc cho một nhân viên quân y (túi cứu thương, túi y tá, túi y sĩ, để phát cho cứu thương, y tá, y sĩ...). Cơ số đồng bộ là cơ số bảo đảm các loại vật tư quân y cho một tổ chức quân y hoặc một phân đội quân y, bao gồm cả dụng cụ và thuốc. Trong đó các loại dụng cụ (vật tư lâu bền) thường được tính đủ theo biểu trang bị; các loại thuốc (vật tư tiêu hao) được tính toán bảo đảm cho 3 tháng hoặc 6 tháng hoạt động.

### Theo khối lượng (cách) đóng gói
Theo khối lượng (cách) đóng gói, có: cơ số đơn, cơ số kép. Cơ số đơn là các cơ số chỉ gồm một đơn vị bao gói như: một túi thuốc cá nhân,..., một kiện. Cơ số kép là cơ số được đóng gói thành 2 hoặc nhiều kiện (cơ số bào chế 15 kiện, cơ số trang bị cho tiểu đoàn quân y sư đoàn 13 kiện).

## Tên gọi
Mỗi loại cơ số quân y đều có tên gọi riêng, được coi là một danh mục trong thống kê quân y và là một đơn vị tính toán trong việc lập kế hoạch tiếp tế quân y, trong quản lí, thống kê, thanh toán. Cơ số Y, cơ số thuốc chiến thương, đóng thành 2 kiện sử dụng trong kháng chiến chống Mỹ, bao gồm các loại thuốc chiến thương thiết yếu và bông băng đủ để thực hiện nhiệm vụ cứu chữa tối khẩn cấp và khẩn cấp cho 25 thương binh do vũ khí thông thường qua trạm quân y với thời gian nằm trung bình 5-7 ngày; cơ số thuốc chiến thương áp dụng từ năm 1988, cấp cho tiểu đoàn quân y của sư đoàn và tương đương để cứu chữa cơ bản cho 50 thương binh bị thương do vũ khí thông thường qua tuyến, gồm 2 kiện, 60 kg.

## Đóng gói cơ số quân y
Việc đóng gói cơ số quân y phải được tuân thủ theo một quy trình thống nhất. Thông thường cơ số quân y được đóng gói tại các kho quân y cấp chiến dịch hoặc cấp chiến lược. Bao bì đóng gói cần phù hợp với tính chất và mục đích sử dụng, bảo đảm an toàn trong vận chuyển, chống được va đập, ít bị tác động của điều kiện thời tiết và thuận tiện mang vác, bốc xếp. Kinh nghiệm trong kháng chiến chống Mỹ, việc tiếp tế vật tư quân y từ hậu phương cho tiền tuyến chủ yếu là sử dụng cơ số nhằm bảo đảm thuận tiện trong dự trù, cấp phát, bảo quản. Tuy nhiên, đóng gói, bảo đảm bằng cơ số tốn kém hơn nhiều so với việc đóng gộp để cấp phát theo dự trù thường xuyên, nên thông thường cơ số thuốc được cấp phát sử dụng ngay thường đóng gói trong các bao bì đơn giản, sử dụng một lần; còn cơ số trang bị, dụng cụ, cơ số thuốc dự trữ sẵn sàng chiến đấu, phòng, chống dịch thường đóng gói trong các bao bì bền chắc, sử dụng lâu dài.

## Vật tư quân y
Hầu hết các loại vật tư quân y đều có niên hạn sử dụng; để bảo đảm chất lượng, tính đồng bộ luôn luôn sẵn sàng bảo đảm tốt cho cứu chữa thương binh, bệnh binh, vật tư y tế cận hạn cần được luân chuyển, thay thế, dự trữ bằng các loại vật tư cùng loại, cùng số lượng và hạn sử dụng dài hơn. Việc luân lưu vật tư quân y có thể cho toàn bộ hoặc các khoản vật tư cận hạn, có nguy cơ giảm chất lượng trong cơ số. 
Luân lưu toàn bộ cơ số là định kì thay thế toàn bộ các cơ số đã đóng gói và cấp phát cho đơn vị từ trước đó bằng các cơ số mới, các cơ số cũ được loại khỏi danh mục dự trữ, tháo gỡ đưa vào sử dụng thường xuyên (hình thức này chỉ áp dụng trong trường hợp đặc biệt theo quy định của Cục Quân y, như thực hiện luân lưu dự trữ sẵn sàng chiến đấu cho Trường Sa). Luân lưu từng loại theo danh mục cơ số là luân lưu vật tư khi niên hạn sử dụng của vật tư đó trong cơ số gần hết hạn (trước khi hết hạn 6-12 tháng), giữ nguyên bao bì cơ số.
Trong chiến tranh nhân dân bảo vệ Tổ quốc (nếu xảy ra), nhu cầu sử dụng vật tư quân y sẽ rất lớn; để luân lưu các loại thuốc có hạn sử dụng trong dự trữ sẵn sàng chiến đấu đòi hỏi phải có một lượng thuốc tiêu thụ thường xuyên tương ứng. Nếu chỉ riêng ngành quân y đảm nhiệm việc dự trữ các loại vật tư quân y cho cả thời bình và thời kì đầu chiến tranh sẽ rất khó khăn, do đó cần có sự tham gia của các cơ quan ban ngành của cả Nhà nước và Quân đội.